# 伊莱尼娅·斯卡平
伊莱尼娅·斯卡平（義大利語：Ylenia Scapin，1975年1月8日—），意大利女子柔道运动员。她曾代表意大利参加1996年、2000年、2004年和2008年夏季奥林匹克运动会柔道比赛，获得两枚铜牌。

## 外部連結
- 伊莱尼娅·斯卡平在国际奥林匹克委员会的资料